# Fortress (Album)
Fortress ist das vierte Studioalbum der US-amerikanischen Rockband Alter Bridge. Es erschien im September 2013 bei Roadrunner Records.

## Entstehungsgeschichte
Fortress wurde zwischen dem 26. April und dem 2. Juli 2013 im Studio Barbarosa in Orlando, Florida, aufgenommen. Die Songs wurden während der vorhergehenden drei Jahre geschrieben, während die Band auf Tour war, aber auch zwischen den Touren sowie auch zu der Zeit, als die Band auf Eis lag, weil Sänger Myles Kennedy mit Slash auf Tournee war. Weitere Unterbrechungen entstanden auch durch die Soloveröffentlichung von Gitarrist Mark Tremonti, All I Was, sowie die Band Projected von Schlagzeuger Scott Phillips. Im Juli 2013 wurde auch bekannt, dass Tremonti beim Titel Waters Rising (zunächst noch The Waters Rise genannt) den Leadgesang übernehmen würde.

## Titelliste
Alle Titel wurden von Alter Bridge geschrieben.
| Nr.          | Titel                | Länge |
| ------------ | -------------------- | ----- |
| 1.           | Cry of Achilles      | 6:30  |
| 2.           | Addicted to Pain     | 4:16  |
| 3.           | Bleed It Dry         | 4:44  |
| 4.           | Lover                | 5:17  |
| 5.           | The Uninvited        | 4:47  |
| 6.           | Peace Is Broken      | 4:40  |
| 7.           | Calm the Fire        | 6:04  |
| 8.           | Waters Rising        | 5:39  |
| 9.           | Farther Than the Sun | 4:07  |
| 10.          | Cry a River          | 4:00  |
| 11.          | All Ends Well        | 5:12  |
| 12.          | Fortress             | 7:36  |
| Gesamtlänge: | Gesamtlänge:         | 63:00 |

## Rezeption

### Rezensionen
Rock-Hard-Redakteur Jens Peters schrieb, das Album sei „keinen Deut“ schwächer als der Vorgänger AB III. „Ganz im Gegenteil, der neueste Streich wirkt noch einen Deut runder als AB III. Das Geheimnis liegt laut Kennedy (...) darin, dass alle Bandmitglieder auch während der Trennungsphasen der Band weiter konstant an neuen Songs arbeiten. Der Lohn dieser Mühen ist ein sackstarkes, zeitgemäß produziertes Hardrock-Album, mit dem es Alter Bridge gelingen sollte, ihren Ruf als eine der besten modernen Rockbands endgültig zu zementieren.“ Auf der Webseite Metacritic.com erhielt das Album einen Durchschnittswert von 81 von 100 basierend auf fünf englischsprachigen Reviews.

### Charts und Chartplatzierungen
| ChartsChartplatzierungen       | Höchstplatzierung | Wochen |
| ------------------------------ | ----------------- | ------ |
| Deutschland (GfK)              | 7 (4 Wo.)         | 4      |
| Österreich (Ö3)                | 4 (5 Wo.)         | 5      |
| Schweiz (IFPI)                 | 14 (6 Wo.)        | 6      |
| Vereinigtes Königreich (OCC)   | 6 (5 Wo.)         | 5      |
| Vereinigte Staaten (Billboard) | 12 (5 Wo.)        | 5      |

### Auszeichnungen für Musikverkäufe
| Land/Region                  | Auszeichnungen für Musikverkäufe (Land/Region, Auszeichnung, Verkäufe) | Verkäufe |
| ---------------------------- | ---------------------------------------------------------------------- | -------- |
| Vereinigte Staaten (RIAA)    | —                                                                      | 101.000  |
| Vereinigtes Königreich (BPI) | Silber                                                                 | 60.000   |
| Insgesamt                    | 1× Silber ·                                                            | 161.000  |